# Heteropan
Heteropan is een geslacht van vlinders van de familie bloeddrupjes (Zygaenidae), uit de onderfamilie Chalcosiinae.

## Soorten
- H. agriolina Oberthür, 1894
- H. alberti Rothschild & Jordan, 1905
- H. albicosta Semper, 1898
- H. albicruciata Hering, 1922
- H. alienus Jordan, 1912
- H. analis Jordan, 1907
- H. anisus Jordan, 1907
- H. apicalis Jordan, 1912
- H. appendiculata (Snellen, 1879)
- H. coeruleus Jordan, 1907
- H. cupreatus Hampson, 1892
- H. cyaneus Jordan, 1907
- H. difformis Jordan, 1907
- H. dolens Druce, 1888
- H. eremophila Hering, 1922
- H. fuscescens Dohrn, 1906
- H. iscatus Jordan, 1912
- H. lutulenta West, 1932
- H. lycaenoides (Walker, 1864)
- H. rubricollum Alberti, 1954
- H. scintillans Walker, 1854
- H. submacula Wileman, 1910
- H. truncata Oberthür, 1894